# 49-та окрема артилерійська бригада (Україна)
49-та окрема артилерійська бригада (49 ОАБр) — з'єднання у складі Ракетних військ та артилерії Сухопутних військ Збройних сил України чисельністю у бригаду.

## Історія
Базується в Чернігівській області. Входить до складу ОК «Північ». Бригаду створено у вересні 2022 року для навчання українських артилеристів за кордоном. Влітку 2023 року на базі артилерійських дивізіонів 49-ї артилерійської бригади були сформовані артилерійські групи 116-ї, 117-ї та 118-ї механізованої бригади, а бригада де-факто припинила своє існування.
У 2024 році бригаду знову було реактивовано. У серпні 2024 року бригада була розгорнута поблизу Сум для допомоги у Курській наступальній операції 2024 року.

## Оснащення
- Турецька реактивна система залпового вогню Roketsan MCL[4].
- Гаубиці 2С22 «Богдана».

## Командування
- Підполковник Євген Світень[5]

## Символіка
На емблемі бригади на червоному щиті перехрещено дві золоті гармати. Здолу на зеленому вістрі розташовано золотий знак князя Мстислава Володимировича, що присутній на гербі Чернігівської області. Над нарукавним знаком на червоній стрічці вміщено гасло «ВОГНЕМ І ЗАЛІЗОМ».